# Kossaki-Falki
Kossaki-Falki – wieś w Polsce położona w województwie podlaskim, w powiecie zambrowskim, w gminie Rutki. 
Wieś jest zamieszkiwana przez 11 rodzin: dwie rodziny Gosków (herbu Prawdzic), dwie rodziny Kalinowskich, dwie rodziny Rykaczewskich oraz po jednej rodzinie: Gołaszewskich (herbu Kościesza), Wiśniewskich, Kossakowskich (herb Ślepowron), Zalewskich, Ciecierskich. Położona jest wśród lasów i łąk. Główny profil działalności rolniczej to produkcja mleka, czemu sprzyja duży areał łąk torfowych.  
Wierni kościoła rzymskokatolickiego należą do parafii św. Anny w Rutkach-Kossakach.

## Historia
W latach 1921–1939 wieś leżała w województwie białostockim, w powiecie łomżyńskim, w gminie Puchały.
Według Powszechnego Spisu Ludności z 1921 roku wieś zamieszkiwały 93 osoby w 11 budynkach mieszkalnych. Miejscowość należała do parafii rzymskokatolickiej w m. Rutkach. Podlegała pod Sąd Grodzki w Zambrowie i Okręgowy w Łomży; właściwy urząd pocztowy mieścił się w m. Rutki-Kossaki.
W wyniku napaści ZSRR na Polskę we wrześniu 1939 miejscowość znalazła się pod okupacją sowiecką. Od czerwca 1941 roku pod okupacją niemiecką. Od 22 lipca 1941 do 1945 włączona w skład Landkreis Lomscha, Bezirk Bialystok III Rzeszy.
W latach 1975–1998 miejscowość administracyjnie należała do województwa łomżyńskiego.